# Rebecca Makkai
Rebecca Makkai (ur. 20 kwietnia 1978) – amerykańska powieściopisarka i autorka opowiadań.

## Biografia
Makkai, która dorastała w Lake Bluff, Illinois, jest córką profesorów lingwistyki Valerie Becker Makkai i Ádáma Makkaia. Jej babcia ze strony ojca, Rózsa Ignácz  była znaną węgierską aktorką i pisarką. Makkai ukończyła Lake Forest Academy i uzyskała tytuł magistra w Middlebury College’s Bread Loaf School of English.
Przez dwanaście lat uczyła w montessoriańskiej szkole podstawowej.

## Twórczość
Swoją pierwszą powieść The Borrower wydała w czerwcu 2011 r. Trafiła ona na listę dziesięciu najlepszych debiutów według magazynu Booklist, znalazła się na liście poleceń niezależnych księgarni Indie Next oraz miesięcznika „O, The Oprah Magazine”. Utwór przetłumaczono na siedem języków. Jej opowiadania znalazły się w zbiorach The Best American Short Stories 2008, 2009, 2010 i 2011, a także w The Best American Nonrequired Reading 2009 i 2016; otrzymała nagrodę Pushcart 2017 i stypendium NEA 2014. Jej twórczość pojawiała się także w „Ploughhares”, „Tin House”, „The Threepenny Review”, „New England Review” i „Shenandoah”. Jej utwory non-fiction publikowano w Harpers” i na Salon.com oraz na stronie internetowej „New Yorkera”.
Jej druga powieść, The Hundred-Year House, rozgrywa się na północnych przedmieściach Chicago i została opublikowana przez Viking / Penguin w lipcu 2014 r. Recenzowana była w „Booklist”, „Publishers Weekly” i „Library Journal”. Zdobyła nagrodę Novel of the Year 2015 Chicago Writers Association i została uznana za najlepszą książkę 2014 roku przez BookPage. Jej kolekcja opowiadań Music for Wartime została opublikowana przez Viking w czerwcu 2015 roku.
Jej powieść o epidemii AIDS w Chicago w latach 80. zatytułowana Wierzyliśmy jak nikt została opublikowana przez Viking / Penguin Random House w czerwcu 2018 r. Powieść zdobyła Medal im. Andrew Carnegiego i znalazła się w finale National Book Award w dziedzinie beletrystyki. Była także finalistką Nagrody Pulitzera w dziedzinie beletrystyki 2019 r. i zdobyła nagrody LA Times Book Prize, ALA Stonewall Award oraz Chicago Review of Books Award.